# Армійовський археологічний район
Армійовський археологічний район — археологічні пам'ятки ранньої залізної доби та середньовіччя, що гуртуються навколо села Армійово (рос. Армиёво) Шемишейського району Пензенської області.
До Армійовського археологічного району відносяться археологічні пам'ятки трьох груп:
1. Городище «Ош-Пандо» городецької культури 3-1 сторіччя до Р. Х.;
2. давньо-мокшанського могильника 5-7 сторіч;
3. буртаських городище, селищ й могильника 9-13 сторіччя.

## Дослідження
Головна частина пам'яток відкрита та обстежена у 1926 році П. С. Риковим. Мордовський могильник та городище городецької культури досліджено М. Р. Полєсських у 1960-x роках; буртаські пам'ятки досліджено А. Х. Халикова, Г. Н. Белорибкіним у 1980-х роках.

## Городище Ош-Пандо
Городище «Ош-Пандо» городецької культури розташоване у 3 км на північний схід від села Армійово на крутому мисі. Городище зміцнено двома рядами валів з ровами поперек мису. Виявлена характерна ліпна кераміка з «рогожаним» орнаментом.

## Армійовський могильник мокшан
Мокшанський могильник розташовано за 4,5 км на захід від села Армійово.
Могильник відображає процес переходу мордви до військової демократії (так званий армійовський етап), що підтверджується високою чисельністю зброї у чоловічих й жіночих похованнях, а також інвентарем поховань.
За роки вивчення Армійовського могильника було розкрито біля 240 поховань у простих ямах глибиною до 150 см. Ховали за обрядом поховання тіла, головою на південь й південний захід, що згодом стало характерним для мордви-мокші. Обов'якова риса риса поховань — глиняний ліпний горщик з їжею, або шматком м'яса з кісткою.
У поховальному інвентарі чітко відбивається аланський вплив.

## Армійовський могильник буртасів
Буртаський курганно-ґрунтовий могильник 9-10 сторіччя за 4,5 км на північний схід від села Армійово, складається з:
- курганів у вигляді багатокутних дерев'яних конструкцій із залишками трупоспалення й набором зброї;
- ґрунтового могильника, відкритого у 1980 році А. Х. Халіковим.

Досліджено 17 курганів й 315 ґрунтових поховань. У ґрунтовій частини могильника ховали за зороастрійським обрядом вторинного поховання, коли в яму клали лише кістки людини. Ями неглибокі до 100 см, що орієнтовані за лінією схід-захід.
Супроводжуючий інвентар поховань налічує ліпний посуд коричнево-червоного кольору з ангобом й гострим ребром на тулове. Виявлено високу чисельнісит зброї й прикрас. Присутні речі угро-фінів й салтівської культури, що пов'язано з присутніми на могильнику мокшанськими, угорськими та мусульманськими похованнями.

## Армійовські селища буртасів
В околицях Армійовського могильника буртасів розташовано:
- 7 буртаських селищ «Валдалуга» 9-13 сторіччя;
- 2 буртаські селища «Васькин сад».

Виявлена чисельна ліпна й кругова кераміки.

## Армійовське городище буртасів
Городище 9-10 сторіччя розташоване за 5 км на південний схід від села Армійово. Городище положене на мисі, що обгороджений з усіх сторін валом з ровом та ще одним валом з ровом поперек мису всередині городища.
Виявлені нечисленні речі вказують на використання городища як притулку на випадок воєнного часу; а мешкали — на розташованих поруч селищах.